# National Constitution Center
Le National Constitution Center est un musée d'histoire situé à Philadelphie aux États-Unis, près de l'Independence Hall et la Liberty Bell, dans le parc national historique de l'indépendance. Le musée enseigne aux visiteurs, l'histoire et la pertinence de la Constitution des États-Unis par du théâtre, des expositions interactives, et des centaines d'objets. Le musée s'est ouvert le 4 juillet 2003 – la fête nationale américaine.

## Mission du musée

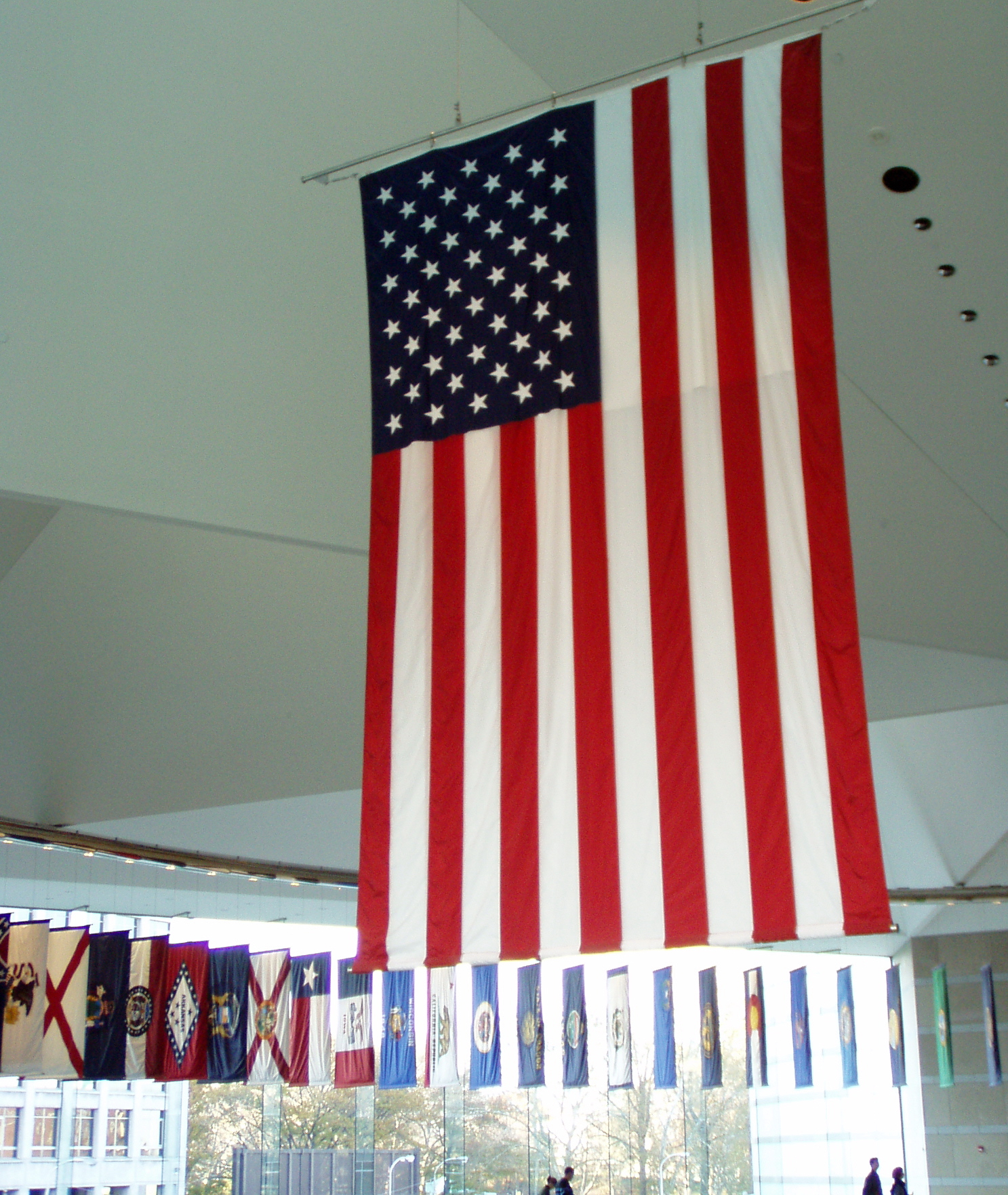
Les drapeaux montrés dans l'entrée du National Constitution Center.

Le musée a pour mission d'informer le public sur l'histoire de la Constitution américaine par le biais d'expositions et de contenus disponibles sur son site.

## Attractions

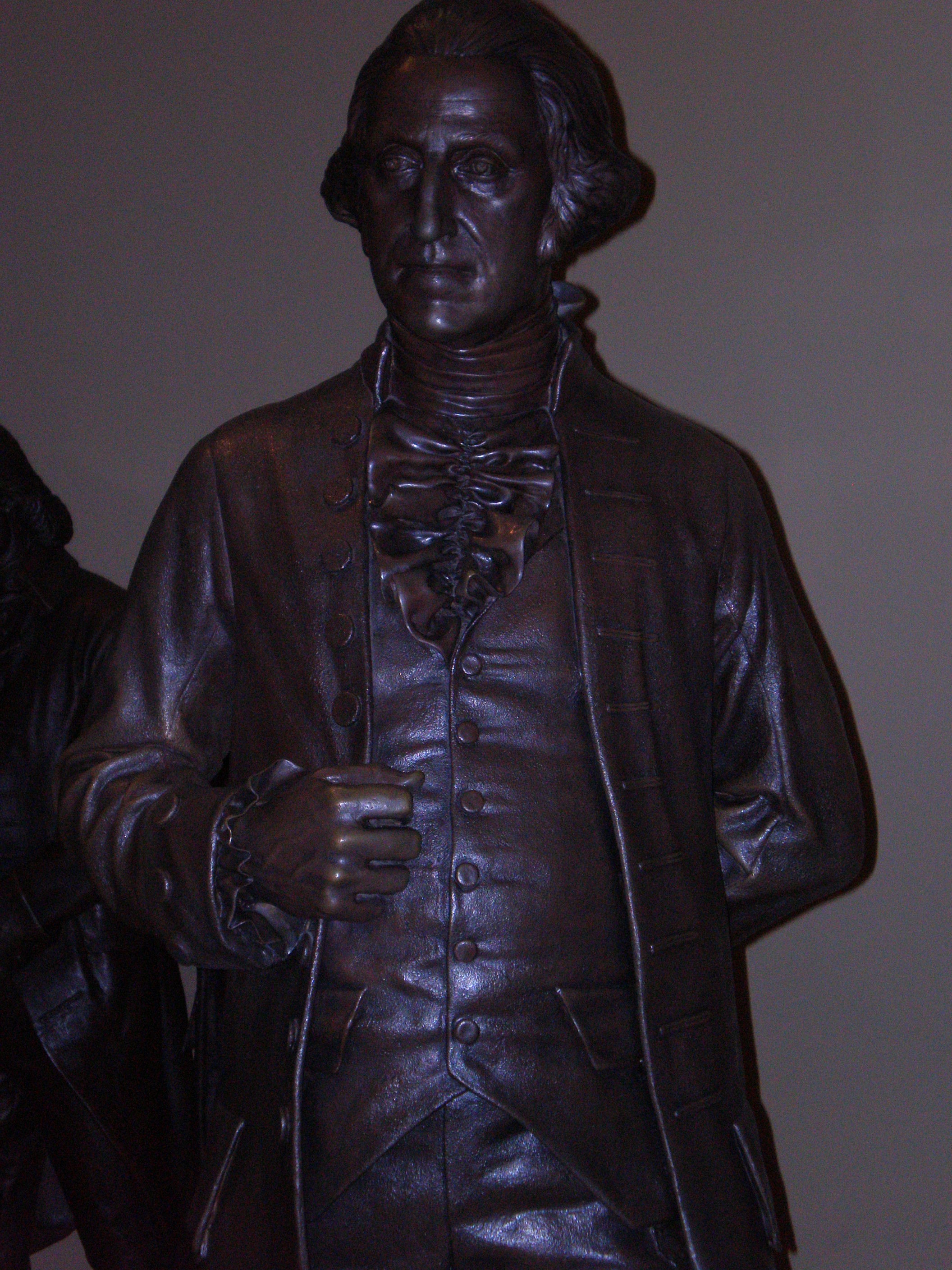
Statue de George Washington dans le Signers' Hall.

Le visiteur peut traverser la galerie des Pères fondateurs, consacrée aux hommes qui ont mené les États-Unis à l'indépendance, qui comprend 42 statues en bronze. 